# Hadiya (Nepal)
Hadiya è un centro abitato del Nepal situato nel distretto di Udayapur (Provincia di Koshi).
Fino alla riforma amministrativa del 2015 (attuata nel 2017) era un comitato per lo sviluppo dei villaggi (VDC), la fusione con i VDC di Chaudandi, Siddhipur e Sundarpur e coj la municipalità di Beltar Bashasa ha dato luogo alla municipalità di Chaudandigadhi.
Al censimento del 1991, aveva 8 564 abitanti distribuiti in 1579 caseggiati distinti.